# Романг, Пилар
Мария дель Пилар Романг (исп. María del Pilar Romang, 9 июля 1992, Буэнос-Айрес, Аргентина) — аргентинская хоккеистка (хоккей на траве), полузащитник и нападающий. Участница летних Олимпийских игр 2016 года, серебряный призёр Панамериканских игр 2015 года.

## Биография
Пилар Романг родилась 9 июля 1992 года в Буэнос-Айресе.
Играла в хоккей на траве за «Сьюдад» из Буэнос-Айреса. В 2016 году перебралась в Нидерланды, где до 2019 года выступала за «Блумендал», с 2020 года играет за «Кампонг».
Выступала за юниорскую сборную Аргентины. В 2012 году завоевала золотую медаль юниорского чемпионата Америки в Гвадалахаре, в 2013 году — серебро юниорского чемпионата мира в Мёнхенгладбахе.
В 2013—2016 годах играла за сборную Аргентины, провела 89 матчей.
В сезоне-2014/2015 стала чемпионкой Мировой лиги.
В 2015 году стала серебряным призёром хоккейного турнира Панамериканских игр в Торонто.
В 2014 и 2016 годах дважды выигрывала Трофей чемпионов.
В 2016 году вошла в состав женской сборной Аргентины по хоккею на траве на летних Олимпийских играх в Рио-де-Жанейро, занявшей 7-е место. В матчах не участвовала.